# Československé státní lesy a statky
Československé státní lesy a statky byl státní podnik, který vznikl na základě zákona č. 404 ze dne 18. prosince 1922 a vládního nařízení č. 206/1924 ze dne 25. září 1924 Sbírky zákonů a nařízení Ministerstvem zemědělství (Ústřední ředitelství státních lesů a statků) v Praze. V roce 1921 bylo zřízeno výnosem Ministerstva zemědělství nejprve Generální (později Ústřední) ředitelství státních lesů a statků jako odbor Ministerstva zemědělství. Generální ředitelství řídilo a kontrolovalo hospodaření podniku, přičemž se jeho organizace několikrát měnila. Největší změny byly provedeny v roce 1935 (zánik Státního pozemkového úřadu) a za Protektorátu Čechy a Morava.
V roce 1940 došlo k rozdělení na útvar státních lesů a státních statků. Ředitelství státních lesů a statků (ŘSLS) plnily až do roku 1935 funkci vrchní správy (pro Čechy, Moravu a Slezsko v Praze, Liberci, Třeboni, Frýdku, Hodoníně). Vedle nich pak na stejné úrovni pracovala ředitelství školních lesních statků (ŘŠLS), Semenářských závodů v Praze, Lesní taxační kancelář (LTK) v Brandýse nad Labem (od r. 1935) a 2 prodejny dřeva, na nichž se státní lesy účastnily (ČUPOD a Nákupní správa SLS). Nižší složku tvořila správa státních lesů (SSL) nebo správa státních lesů a statků (SSLS), dělená na polesí a dále na hájenství. Na stejnou organizační úroveň (jako SSL a SSLS) byly postaveny správy státních pil (SSP), správy státních skladů dřeva (SSSD) a správy státních lesních drah (SSLD).

## Ředitelství císařských statků v Praze (1860–1919)
„Ředitelství císařských statků v Praze” bylo ústředním orgánem pro správu císařských statků v Čechách. Vzniklo po roce 1848, kdy došlo v důsledku přechodu českých statků toskánských vévodů do majetku habsburského rodu k přeměně dosavadního orgánu „Administrace toskánských statků v Čechách”. Názvy dvorského státního úřadu se v průběhu let různě měnily:
- 1860–1874 Ředitelství a pokladna císařských statků v Praze
- 1875–1881 Ředitelství soukromých fideikomisních rodinných a avitikálních císařských statků v Praze
- 1881–1918 Ředitelství císařských soukromých a rodinných statků v Praze

Po roce 1848 dvorský státní úřad ředitelství sestával z vlastního ředitelství, stavební a lesní inspekce, účtárny a hlavní pokladny. Hlavní pokladna císařských soukromých a rodinných statků v Praze zajišťovala se svou účtárnou finanční správu veškerých císařských majetků v Čechách a do její působnosti náleželo hlavně odvádění financí z jednotlivých panství svému majiteli do Vídně, spravování fondů císařských velkostatků a dolů, kontrolování a revidování účtů těch císařských velkostatků, které ředitelství podléhaly. Hlavní pokladna tvořila sice jedno z pražských ředitelských oddělení, ale její agenda spadala do působnosti „Pokladny soukromých a rodinných fondů ve Vídni”. Pražské ředitelství a jeho pokladna spravovaly v Čechách rozsáhlý majetkový komplex.
Ve středních Čechách zahrnoval majetkový komplex doménu statků Buštěhrad, Kácov, Tachlovice a Zvoleněves, v severních Čechách statky Horní Police, Zákupy, Ploskovice se Svádovem a Zahořany, západních Čechách panství Červené Poříčí. K těmto původním velkostatkům přibyly roku 1875 Bystré, roku 1881 Bezno a Smiřice s Cerekvicemi a Nedělištěm. Bezno a Smiřice spravovala v letech 1902–1912 „Inspekce císařských soukromých a rodinných statků ve Smiřicích”, která účetně spadala pod hlavní pokladnu pražského ředitelství.
V letech 1896–1898 spravovalo ředitelství také moravské statky Hodonín a Velké Pavlovice a na Slovensku Šaštín a Holíč. V roce 1898 vznikla pro jejich správu „Inspekce císařských soukromých a rodinných statků v Hodoníně”, taktéž podřízená ředitelství v Praze. Ještě téhož roku byla Inspekce v Hodoníně začleněna pod pravomoc „Ředitelství císařských soukromých a rodinných statků ve Vídni”, čímž byla ukončena podřízenost moravských a slovenských panství na pražské hlavní pokladně.
Po vzniku nového Československa uvalilo ministerstvo zemědělství svým výnosem z 29. dubna 1919 na bývalé císařské velkostatky v Čechách vnucenou správa a dosavadní název ředitelství změnilo na „Ředitelství bývalých císařských statků v Praze”, jehož nástupnickým orgánem se roku 1921 stalo „Ředitelství státních lesů a statků v Praze”.

## První Československá republika
Zákonem ze dne 12. srpna 1921 č. 354/1921 Sb. o převzetí statků a majetku, připadlých podle mírových smluv československému státu, nabyl Československý stát všech statků a jmění rakouského státu a habsburské panovnické rodiny na území ČSR. V říjnu 1921 bylo zrušeno „Ředitelství císařských soukromých a rodinných statků v Praze” a zřízeno „Ředitelství státních lesů a statků v Praze”. Hospodářský celek státních lesů a statků se vytvářela postupně, přičemž základ státního pozemkového majetku tvořily státní a korunní lesy a statky bývalého Rakousko-Uherska, velkostatky příslušníků habsburského rodu a velkostatky převzaté státem při provádění pozemkové reformy. Kromě toho převzalo ministerstvo zemědělství statky náboženského a studijního fondu a správu nadačních statků. Vedle zemědělské půdy stát získal též zemědělskoprůmyslové podniky. V roce 1921 odkoupil nový československý stát od knížete Fürstenberga velkostatek v Lánech, který sloužila jako letní sídlo prezidenta republiky a Státní statek kanceláře prezidenta republiky. Převzetí velkostatků pod vnucenou správou do státního majetku se protáhlo až do roku 1923.

### Československé státní lesy a statky
Československé státní lesy a statky sestávaly v roce 1921 jednak ze statků bývalého „Ředitelství císařských statků v Praze”, lesů a statků členů bývalé panovnické rodiny Habsbursko-Lotrinské (statků posledního panovníka Karla a jeho manželky Zity, pak dalších osob z rodiny, zvláště bývalého následníka trůnu Františka Ferdinanda d’Este a jeho potomků, statků arcivévody Bedřicha, ze statků rodinného fondu a statků Řádu německých rytířů u Opavy) a dále z majetku, získaného z prováděné pozemkové reformy (162 000 ha; 20 000 ha získaných směnou).
V Čechách to byly velkostatky v Zákupech-Polici, Ploskovicích, Zvoleněvsi, Buštěhradě, Tachlovicích, Kácově, Korunním Poříčí (Červené Poříčí), Bystrém, Brandýse n. L., Bezně, Smiřicích, dále v Konopišti, Chlumu u Třeboně, Ostrově u K. Varů a cukrovary ve Zvoleněvsi a Smiřicích v celkové výměře 56 459 ha. Na Moravě se jednalo o velkostatky v Hodoníně a Velkých Pavlovicích, Židlochovicích a Ivanovicích v celkové výměře 18 964 ha; ve Slezsku velkostatky Frýdek a Těšínská Komora v celkové výměře 34 293 ha a na Slovensku velkostatky v Holíči, Šaštíně, Vigľaši a Topoľčiankách v celkové výměře 50 450 ha.
S dosavadní výměrou státních statků v Blatně (vyměněn r. 1929 za Rožmitál pod Třemšínem), Jáchymově, Jindřichově Hradci, nadačních statků Michli-Malešicích a Štěrboholech činila celková rozloha 63 772 ha, na Slovensku s lesním ředitelstvím v B. Bystřici, Žarnovici, Lip. Hrádku a Solném Hradě (234 131 ha) 284 583 ha a s ředitelstvím státních lesů v Užhorodě tak státní statky zaujímaly rozlohu 770 825 ha (3 900 000 měřic); z toho připadalo na země Čechy, Morava a Slezsko a Slovensko 407 073 ha, na Podkarpatskou Rus 363 752 ha.
V roce 1924 byly vnucené správy zrušeny a všechny tyto velkostatky byly podrobeny v rámci příslušných zákonů a nařízení, obdobně jako jiné velkostatky nad určitou míru, první pozemkové reformě, při které stát získal další lesní plochy a půdu, k tomu nabyl i další menší plochy a objekty koupí a směnou. Vládním nařízením č. 206 z 25. září 1924, kterým se prováděl zákon číslo 404 z 18. prosince 1922 o úpravě hospodaření ve státních závodech a ústavech, byly za státní podnik, spravovaný podle zásad obchodního hospodaření uznány (mimo dalších):
- Státní lesy a statky
- Uhříněvský školní závod zemědělský
- Školní závod zemědělský v Děčíně-Libverdě[5]
- Žabčický školní závod zemědělský (vl. nař. č. 11/1928 Sb.)
- Kuřimský školní závod vysoké školy zvěrolékařské v Brně (vl. nař. č. 183/1929 Sb.) a od r. 1928 byly přeřazeny z administrativního rozpočtu ministerstva zemědělství do podniku „Státní statky a lesy”
- Státní statky zemědělských škol a výzkumných ústavů zemědělských
- Státní diagnostický a serotherapeutický veterinární ústav v Ivanovicích[6]

### Ústřední ředitelství SLS
Správou SLS a dozorem nad nadačními statky bylo již v roce 1919 pověřeno ministerstvo zemědělství (MZ), ostatní agendu vykonávala další ministerstva. Za účelem hospodářského, technického, komerčního a administrativního vedení SLS zřídilo MZ vlastní orgán - Ústřední ředitelství státních lesů a statků (ÚŘSLS). Charakter státního podniku, spravovaného podle zásad obchodního hospodářství ve smyslu zákona č. 404/1922 Sb., obdrželo vládním nařízením č. 206/1924 Sb., na jehož základě přináleželo vrchní vedení SLS i nadále ministerstvu zemědělství. Vedle tohoto nejvyššího rezortního orgánu byl 1. ledna 1926 zřízen i Správní sbor. Do působnosti správního sboru patřily záležitosti vrchního vedení podniku SLS. Předsedou a zástupcem předsedy správního sboru byli ústřední ředitel státních lesů a statků a jeho náměstek. Kromě toho fungoval správní sbor pro školní statky státních zemědělských škol, státní výzkumné zemědělské ústavy a Státní diagnostický a seroterapeutický veterinární ústav v Ivančicích na Moravě. ÚŘSLS rozhodovalo jako orgán třetí instance.
Zřízení generálního ředitelství státních lesů a statků. Ministerská ráda schválila návrh ministerstva zemědělství a vydala nařízení, jímž se zřizuje generální ředitelství státních lesů a statků, jež bude podřízeno přímo ministerstvu zemědělství. Zřízením generálního ředitelství, které má dva odbory (lesní a zemědělský) a jemuž přísluší vrchní řízení a kontrola správy veškerých státních statků a lesů, má býti zabezpečena podnikatelská pružnost ve vedení státních lesů a statků a tím i možnost docíliti racionálním hospodařením trvale nejvyšších výtěžků. Generální ředitelství spravovati bude 699 262 ha lesů a 144 444 ha zemědělské půdy a v čele jeho bude státi generální ředitel s odbornou vysokoškolskou kvalifikací buď lesnickou nebo zemědělskou. Pro jednotlivé obory správy může býti jmenován i náměstek generálního ředitele se stejnou kvalifikací. V souvislosti se zřízením generálního ředitelství bude upraven také návrh státního rozpočtu, pokud se týče státních statků a lesů tak, aby byla umožněna širší volnost hospodářských disposic dle měnících se poměrů hospodářských.
Venkov, 17.08.1921
Rozšíření působnosti ředitelství státních statků v Praze-Bubenči. Ministerstvo zemědělství pověřilo ředitelství státních statků v Praze-Bubenči správou Státního velkostatku Michle-Malešice-Stěrboholy, dále v souhlasu s ministerstvem školství a národní osvěty správou nadačních statků Tuchoměřice-Chvaly.
Venkov, 06.08.1922, s. 6
Od 1. ledna 1924 přiřadilo ministerstvo zemědělství správu státních lesů a statků v Židlochovicích u Brna a v Uherčicích u Jemnice na Moravě, které dosud podléhaly přímo ministerstvu zemědělství, ředitelství státních lesů a statků v Praze-Bubenči jako II. správní instanci.
Ústřednímu ředitelství státních statků a lesů, v jehož čele stál od počátku generální ředitel Dr. inž. Karel Šíman a jeho náměstek inž. Oskar Čermák, podléhalo v roce 1928 jedenáct ředitelství: čtyři v Čechách, jedno na Moravě, tři na Slovensku a tři na Podkarpatské Rusi:
- Ředitelství v Praze spravovalo 60 000 ha půdy, z čehož 33 000 ha tvořily lesy a 23 000 ha zemědělská půda; k tomu i moravské statky Hrušovany, Židlochovice a Hodonín, slovenské statky Holíč a Šaštín.
- Ředitelství v Brandýse nad Labem, započalo svojí úřední činnost v lednu roku 1922 a byla mu svěřena správa velkostatků: Jáchymov a Blatno v Rudohoří, Bohutín, kamerální les Jindřichův Hradec, lesy statku Kladruby n. L., Zákupy, Brandýs n. L., Nýdek u Karl. Varů a Hořice. V roce 1928, kdy už byla oddělena správa ředitelství v Liberci, spravovalo 31 000 ha půdy, z čehož 926 ha připadalo na pole a téměř 28 000 ha na lesy. V roce 1934 bylo zrušeno.
- Ředitelství v Liberci zahájilo činnost 1. července 1927 a převzalo část agendy ředitelství v Brandýse n. L., sídlilo v zámku Clam-Gallasů, kde byly zřízeny i byty pro zaměstnance.[12] Spravovalo kolem 36 000 ha půdy, z níž bylo 29 000 ha pokryto lesem a téměř 3 500 ha tvořila neplodná půda, k tomu spravovalo i lesy v Krkonoších a převzalo velkostatek Zákupy.
- Ředitelství v Třeboni spravovalo kolem 80 000 ha půdy, z toho 60 000 ha lesů, 11 000 ha rybníků, přes 2 500 ha zemědělské půdy a k tomu 95 ha rašelinišť a 27 kamenolomů.
- Ředitelství ve Frýdku spravovalo 54 000 ha půdy, z toho 50 000 ha tvořily lesy, k tomu i bývalé statky arcivévody Bedřicha v Těšínském Slezsku a Lanškrouně a státní ústřední mlékárnu v Českém Těšíně.
- Ředitelství v Žarnovici s 82 000 ha, z nichž 68 000 připadalo na lesy.
- Ředitelství v Báňské Bystřici s 90 000 ha, z nichž 73 000 ha pokrývaly lesy.
- Ředitelství v Liptovském Hrádku se 70 000 ha, z nichž 53 000 ha tvořily lesy, téměř 9 000 ha pastviny a přes 6 000 ha neplodná půda; v Solnohradě připadalo z celkové rozlohy 42 tisíc ha víc než 38 000 ha na lesy.
- Ředitelství v Užhorodě, které spravovalo 118 000 ha, z toho 96 000 ha lesních ploch a téměř 10 000 ha pastvin.
- Ředitelství v Buštině mělo 118 000 ha půdy, z toho 108 000 ha lesní a 10 000 ha pastvin.
- Ředitelství v Rachově s rozlohou 132 000 ha, z toho 107 000 ha připadalo na lesy a 21 000 ha na pastviny.

Ústřední ředitelství sestávalo v roce 1928 ze šesti oddělení, které v odboru ministerstva zemědělství tvořily oddělení 16 až 21: šestnácté oddělení pro záležitosti všeobecné organizace, rozpočtové a osobní, v sedmnáctém pro záležitosti organizace a inspekci lesního hospodářství a věci honební, v osmnáctém pro záležitosti statistik, inspekce a evidence, v devatenáctém pro záležitosti polního hospodářství, rybářství a pozemkové reformy, v dvacátém pro věci stavební a ve dvacátém prvním právní oddělení. Vedle toho Ústřední ředitelství státních statků a lesů mělo i několik menších správních jednotek: ředitelství školního lesního statku Adamov (Školní statek „Masarykův les” Křtiny) se 7 000 ha státní půdy, téměř vesměs lesní; inspekce státních statků v Bratislavě, která prováděla dozor nad skoro 8 000 ha převážně zemědělské pronajaté státní půdy na jihozápadním Slovensku, správy fondovních statků a nadačních státních cukrovarů atd.
Státní lesy zaujímaly v podniku Čsl. st. lesy a statky k 1. srpnu 1928: v Čechách 8,1 %, na Moravě 7,6 %, ve Slezsku 21,3 %, na Slovensku 19,9 %, v Podkarpatské Rusi 55,3 %, celkem v celém Československu 18,8 %. Stav nebyl samozřejmě konečný, jelikož stát počítal se zestátněním dalších ještě asi 750 000 ha lesů (zejména pohraničních): z majetků ve Vimperku, Přimdě, Smržovce, Kuřivodech a Křivoklátu.
V roce 1938 ministerstvu zemědělství podléhala „Správa státních lesů a statků” jako samostatné IX. oddělení, které spravovalo ve III. instanci 12 ředitelství SLS, dále též ředitelství školního lesního statku «Masarykův Les» vysoké školy zemědělské v Brně, ředitelství školního lesního statku Kostelec nad Černými Lesy vysoké školy zemědělského a lesního inženýrství v Praze a Lesní taxační kancelář státních lesů v Brandýse n. L.

### Průmyslové a zemědělské závody (stav 1928)
Vedle lesů a polí spravoval podnik Československé státní lesy a statky četné průmyslové závody (lesní i zemědělské): 37 pil s parním pohonem a 14 pil s vodním pohonem, celkem se 122 rámy a 22 hoblovačkami, na nichž činila roční výroba kolem 470 000 m³ kulatiny. Ve vlastní režii provozoval podnik 41 pil, ostatních 10 se nacházelo v pronájmu, k tomu patřilo 16 dřevoskladů.
К zemědělským průmyslovým závodům patřily 2 moderně vybavené cukrovary ve vlastní režii (ve Zvoleněvsi a ve Smiřicích), 8 pivovarů (z nichž 2 se nacházely v pronájmu) s roční výrobou 140 000 hl piva, 15 lihovarů (z nichž 3 se nacházely v pronájmu družstev, roční výroba lihovarů ve vlastní režii činila asi 6000 hl), 1 čistírna lihu ve vlastní režii, zpracující ročně 4 570 hl surového lihu, 1 parní mlékárna ve vlastní režii, zpracující ročně 1 mil. litrů mléka a 54 000 litrů smetany, dále 7 mlýnů, z nichž byly 2 parní a 5 vodních (3 vodní se nacházely v pronájmu), 5 sýráren ve vlastni režii, z nichž 1 byla parní, 1 sladovna v pronájmu, 1 olejna na řepkový olej ve vlastní režii, zpracující ročně 2 000 q řepky.
Dále pak průmyslové závody jako 50 kamenolomů, z nichž 33 bylo ve vlastní režii a 17 se nacházelo v pronájmu, 15 cihelen, z nichž bylo 12 ve vlastní režii a 3 v pronájmu, 4 vápenky ve vlastní režii, těžba rašeliny probíhala na ploše 95 ha, z nichž bylo 74 ha ve vlastní režii. Roční těžba rašeliny činila kolem 100 vagonů. Dále to byl „Semenářský závod státních lesů v Praze” a „Šlechtitelská stanice ve Velkých Pavlovicích”. Pozemková držba činila v historických zemích Čechy, Morava a Slezsko 285 960 ha, na Slovensku 299 236 ha a na Podkarpatské Rusi 367 454 ha půdy.

### Státní chov plemenných koní
Na zestátněných velkostatcích převzala nová republika také chov plemenných koní. V Čechách to byl hřebčín Kladruby n. Lab., v němž se pokračovalo v chovu anglických polokrevníků a starokladrubského bělouše. Na Moravě to byl hřebčín Napajedla s chovem anglických plnokrevníků, na Slovensku hřebčín Topoľčianky s chovem arabských plnokrevníků, lipicánů a chovem plemena „Nonius” (původem z hřebčína Mezőhegyes), zemský hřebčín v Pohořelicích s polokrevníky. Státní výzkumný ústav zemědělský vlastnil pokusný hřebčín ve Slatiňanech u Chrudimi, který se zabýval regenerací starokladrubských Vraníků. Další státní hříbárna se nacházela v „Nových Dvorech” u Písku s objekty Nové Dvory, Humňany u Ražic a Čihovice u Týna n. Vlt. Na Moravě to byla hříbárna u státního hřebčince v Tlumačově, na Slovensku hříbárna u hřebčína v Topoľčiankách. Dále se v Československu nacházely dva vojenské hřebčíny v Hostouni na Šumavě a v Horních Motěšicích na Slovensku, kde se chovali vojenské koně. Státní hřebčince se nacházely v Písku, Nemošicích a Tlumačově.

### Státní a reprezentační honitby (stav 1928)
Stát měl ve vlastni režii také 466 945 ha honby lesní a 46 610 ha honby polní; v pronájmu provozoval 365 502 ha lesní a 41 780 ha honitby polní. Na státních statcích se nacházely tři zestátněné reprezentační honitby pro diplomatické hony a lovy vzácných hostů: na Moravě v Židlochovicích (kolem 12 000 ha), Topoľčianky (8 000 ha) a Konopiště (3 750 ha). V roce 1928 bylo v těchto reprezentačních honitbách uloveno: 23 500 bažantů, 12 000 koroptví, 3 300 zajíců, 600 jelenů, 53 daňci, 13 muflonů, 1 440 kusů srnčího atd. Mimo to bylo na státních revírech střeleno 11 medvědů, 24 vlci, 3 rysové, 25 divokých koček, 534 lišky, 311 kanců, 62 tetřívci a 81 tetřevů, 4 460 divokých kachen, 82 divoké husy a 216 sluk, 174 tchoři atd.
V roce 1920 utržilo Ústřední ředitelství státních statků a lesů za zvěř ze státních revírů 279 000 Kč, v roce 1927 za 112 000 kusů 1 540 000 Kč. V letech 1920-28 bylo ze škodné na státních honitbách zastřeleno 20 000 kusů toulavých koček (za odstřel jedné Kč 5.—), v roce 1928 1 873 toulavých psů (za odstřel jednoho Kč 5.—), za odstřel veverky se platilo 1,50 Kč, za jestřába 10 Kč, za krahujce 5 Kč, za ostříže 3 Kč, za vránu a straku 2 Kč, za volavku 10 Kč, za odstřel vlka 100 Kč, za rysa, divokou kočku a kance i lišku po 50 Kč atd.

### Československá ústřední prodejna dříví (1933)
S nastupující hospodářskou krizí nastala katastrofální situace také v lesním a dřevařském hospodářství. Na konci roku 1932 padlo rozhodnutí ke zřízení polostátní akciové společnosti „Československá ústřední prodejna dříví” (ČUPOD) se sídlem v Praze. Akciový kapitál této společnosti ve výši 3 mil. Kč měl být 51% upsán podnikem SLS (s převzetím fy J. Körner, akc. spol. dřevařské v Praze) a ze 49% Anglo-československou bankou v Praze a Pražskou úvěrní bankou v Praze. Vedle Ústřední prodejny dřeva, která měla organizovat prodej dřeva ze státních lesů, byl založen „Dřevařský syndikát” (za účelem snížení těžby a uvolnění dřevařského trhu, docílení rentabilních cen lesních produktů) a „Lesní syndikát” (za účelem úpravy oblastních cen dříví tak, aby se zamezilo podbízení, pro lesy soukromé, státní, církevní, obecní, nadační a veřejných samosprávných korporací).

### Odloučení školních statků a serotherapeutického ústavu (1934)
Vládním nařízením ze dne 17. května 1934, čís. 97 Sb. z. a n. byly s účinností dnem 1. ledna 1935 statky zemědělských škol a výzkumných zemědělských ústavů z podniku „Státní lesy a statky” vyloučeny a prohlášeny za samostatné podniky:
- Státní statky zemědělských škol a výzkumných ústavů zemědělských a
- Státní diagnostický a serotherapeutický veterinární ústav v Ivanovicích.[20]

Rolnická škola ze Záturčí byla přeložena do Turč. Sv. Martina, škole pro lesní hajné ve Svalavě dala země Podkarpatoruská do užívání polesí „Nelipeno” ve výměře 178 ha, odborná škola hospodářská v Nitře zahájila hospodaření na statku o výměře 28 ha. Ke školní vinici v Modré byla od státních výzkumných ústavů zemědělských odebrána a přiřazena vinice o výměře 3,56 ha (z majetku města bezplatně propůjčená do r. 1936). Zelinářské zahrady v Bratislavě byly přeloženy na školní statek v Eberhartu. Školní pokusný objekt v Oseku u Rokycan byl prodán, školní lihovary v Košicích (Státní vyšší hospodářská škola) a v Sabinově byly na konci roku 1933 združstevněny.
PODNIK STÁTNÍ LESY A STATKY nabízí:
veškeré druhy dřeva ze státních lesů, 
jakož i veškeré druhy řeziva ze státních pil prostřednictvím Československé ústřední prodejny dříví, akc. spol. v Praze II, Štěpánská ul. 61 n.
Veškeré druhy užitkové zvěře a odstřel zvěře vysoké a nízké za poplatky.
Informace podá: Ústřední ředitelství státních lesů a statků v Praze II., Těšnov čp. 65.
Třeboňské kapry
prostřednictvím: Ředitelství státních lesů a statků v Třeboni.
Pivo 10° světlé výčepní a 12° světlý a černý ležák
ze státních pivovarů v Benešově u Prahy, v Jenči, v Buštěhradě, v Olovnici, v Kácově, ve Smiřicích n. L. a v Křivoklátě.
Pasteurisované mléko a ostatní mléčné výrobky
z mlékárny státních statků v Hostivicích u Prahy.
Konopišťské sýry
ze státní sýrárny v Poměnicích, p. Konopiště.
Těšínské máslo a sýry 
prostřednictvím: Správy státní mlékárny v Českém Těšíně.
Vigľašský sýr á la Roquefort
prostřednictvím: Správy státních statků ve Vigľaši na Slovensku.
Řepkový olej
z olejovny správy státních statků v Č. Těšíně-Mostech.
Venkov, 26.01.1936, s. 44

## Druhá Československá republika
Po odstoupení pohraničních území se přes 800 zaměstnanců státních lesů a statků české národnosti vrátilo do Československa, ti měli být přiděleni do zbylých českých státních hospodářství a do ústředního ředitelství. Ze Slovenska, kde pracovalo přes 200 českých zaměstnanců, se vrátilo jen asi 7 vyšších úředníků. Čs. ústřední prodejna dříví „Čupod”, která obstarávala po 3 roky prodej dříví ze státních lesů, šla do likvidace. Slovenská vláda odmítla nadále využívat služby Čupodu a rozhodla se prodávat dříví přímo. Naopak firmu „Dredoma” (Drevo do Maďarska) si nově zřízené Slovenské státní lesy hodlaly udržet a rozšířit ji pro vývoz do jiných států. V obdobné situací se nalézala i Podk. Rus, která si hodlala podržet i většinu českých lesních odborníků a hodlala nadále spolupracovat s organizací gen. ředitelství stát. lesů a statků v Praze.
Ústřední ředitelství státních lesů a statků v Praze zadá poplatkový odstřel zvěře ve státních honitbách při letošních podzimních honech v měsících listopadu a prosinci 1938, s výřady 200 až 800 kusů nízké zvěře (bažantů, zajíců a králíků), v oblasti správ státních lesů a statků v Židlochovicích, Rosicích, Hodoníně, na Křivoklátě, Protivíně aj., za paušální úplatu úměrnou celkovému výřadu podle platných podmínek poplatkového odstřelu lovné zvěře. Kromě toho prodá se i chycená živá zvěř (zejména bažanti). Bližší informace podá vážným zájemcům Ústřední ředitelství státních lesů a statků (myslivecký referát) v Praze II., Těšnov. č. 65.
Venkov, 06.11.1938, s. 9

## Protektorát Čechy a Morava
Po zřízení Protektorátu Čechy a Morava vytvořila jednotlivá ředitelství Státních lesů a statků tzv. „Likvidační skupiny”. Počítalo se i s rozdělením do menších celků, aby tak mohli být zaměstnáni pracovníci SLS vracející se z pohraničí a Slovenska (Vládní nařízení č. 15/1939 Sb. II. z. a n., o úpravě některých otázek, týkající se odborných lesních hospodářů a ochranných a dozorčích orgánů). Na jaře 1939 byla na Ústřední ředitelství Státních lesů a statků uvalena komisařská správa a jeho název byl změněn na Generální ředitelství lesů a statků – VIII odbor ministerstva zemědělství, od června byl zaveden dvojjazyčný styk, který byl v praxi pouze německý. U všech instancí prvního stupně (správních, provozních, pracovních) byl od r. 1939 vynechán v názvu výraz „státní” a nahrazen „Protektorátu Čechy a Morava”.
Zatýkáni u ředitelství státních lesů a statků. ČTK. V Praze, 4. června. (DNB.) V souvislosti s vyšetřováním v Pozemkovém úřadě v Praze bylo zjištěno, že se také vyšší úředníci VIII. odboru českého ministerstva zemědělství, generálního ředitelství Státních lesů a statků, dopustili velkých nesprávností. Vedoucí vyšší úředníci tohoto odboru museli být proto německými bezpečnostními orgány zatčeni.
Venkov, 06.06.1939, s. 4
Od 1. ledna 1940 došlo k rozdělení podniku Lesy a statky na skupinu lesního hospodářství a polního hospodářství, každá měla komisařského vedoucího, samostatnou podatelnu, výpravnu a spisovnu. Podle říšskoněmeckého vzoru musely být změněny názvy správ na „lesní úřady”. V obou okupovaných oblastech spravovaly lesní úřady nejen státní majetek, ale i menší majetky obcí a vykonávaly dohled i nad hospodařením v soukromých lesích. Polnohospodářský majetek byl převeden na „Bodenamt-Entschädigungsfond”. Třístupňovou správu zemědělského majetku tvořily na nejnižší úrovni Správy státních statků, které se zřizovaly vždy pro několik dvorů a obstarávaly zemědělský provoz. Vrchním správám státních statků náleželo administrativní vedení a kontrola dvorů. Oblastní ředitelství byla zrušena, takže vrchní správy spadaly přímo pod ústřední ředitelství „Pozemkového úřadu pro Čechy a Moravu” (Bodenamt für Böhmen und Mähren), které mělo zvláštní skupinu pro správu státních statků.

### Pozemkový úřad pro Čechy a Moravu
Pozemkový úřad pro Čechy a Moravu vede správu protektorátních lesů a statků. Vládním na řízením, které vyšlo dne 22. července 1942 pod č. 255 ve Sbírce zákonů a nařízení, bylo vrchní vedení podniku protektorátní lesy a statky, příslušející dosud ministerstvu zemědělství a lesnictví, přeneseno na pozemkový úřad pro Čechy a Moravu.
Venkov, 24.07.1942, s. 7
Dne 1. dubna 1942 byl vládním nařízením č. 241/1942 Sb. z. a n. znovu vytvořen „Pozemkový úřad pro Čechy a Moravu” (PÚČM) - Bodenamt für Böhmen und Mähren, na který přešla agenda odborů ministerstva zemědělství a lesnictví (MZAL) a další kompetence ve věcech obchodu s pozemky. PÚČM měl plnit úkoly vyloženě politické a germanizační. Formálně podléhal předsedovi protektorátní vlády, ale prakticky fungoval jako nástroj politiky berlínského Rasse- und Siedlungshauptamt SS (RuSHA). Ve stejný den jako PÚČM byla zřízena též „Českomoravská zemědělská společnost” (Böhmisch-Mährische Landgesellschaft), která svou činností navazovala na vyvlastňovací činnosti „Bodenamtu”, realizovala politiku osídlovací a prakticky se jednalo o pobočku berlínské Německé osídlovací společnosti (Deutsche Ansiedlungsgesellschaft). Úzce spolupracovala s osídlovacím štábem pobočky RuSHA v Praze i hlavním úřadem Berlíně, zrovna tak prosazovala zájmy říšského komisaře pro upevnění němectví (Reichskomissar für die Festigung des deutschen Volkstums, RKFDV).

### Trhové svazy a výsadní obchodní společnosti
Největší změna v nově zavedeném válečném řízeném hospodářství nastala se založením trhových svazů, které kopírovaly říšskou výstavbu „Hauptvereinigungen”:
- 1939 Českomoravský svaz pro dobytek, maso a ryby (založen jako Českomoravský svaz pro úpravu obchodu jatečným dobytkem)
- 1939 Českomoravský svaz pro mléko a tuky (založen jako Českomoravský svaz pro mléko, tuky a vejce)
- 1939 Českomoravský svaz pro chmel, slad a pivo
- 1940 Českomoravský svaz zahradnicko-vinařský (založen jako Českomoravský svaz ovocnicko-zelinářský)
- 1940 Českomoravský svaz pro brambory a škrob
- 1940 Českomoravský svaz pro řepu a cukr
- 1940 Českomoravský svaz pro drůbež, vejce a med
- 1941 Českomoravský svaz pro hospodařeni obilím
- 1942 Českomoravský svaz pro kakao, cukrovinky a trvanlivé pečivo

Vzhledem k tomu, že trhové svazy měly pouze řídící funkci, byly pro veškerý výkup a prodej zemědělských produktů zřízeny monopolní (privilegované) obchodní společnosti (české „Reichstellen”):
- Prispol, výsadní společnost pro obchod s dobytkem, masem a masnými výrobky, akciová společnost (později nesla název Výsadní dobytkářská společnost, dříve Prispol)
- Společnost pro obchod mlékem, tuky a vejci, s. r. o. (později nesla název Společnost pro obchod s mléčnými výrobky, tuky, drůbeží a vejci, spol. s r. o.)
- Československá obilní společnost (později přejmenovaná na Výsadní obilní společnost)
- Česko-Moravská společnost pro obchod ranými brambory (později Českomoravská společnost pro obchod brambory, s. r. o.)

### Svaz zemědělství a lesnictví pro Čechy a Moravu
Na podkladě vládního nařízení ze dne 22. srpna 1942 č. 294/1942 Sb., o organisaci zemědělství a lesnictví v Čechách a na Moravě byl zřízen „Svaz zemědělství a lesnictví pro Čechy a Moravu” (SZAL), coby zastřešující a jednotná organizace protektorátního zemědělství (český Reichsnährstand). V průběhu roku 1942 byl ustaven „Ústřední svaz zemědělských družstev”, který podléhal ministerstvu zemědělství a lesnictví a organizačně nepodléhal SZAL.
Předsednictvím protektorátního Svazu zemědělství a lesnictví byl pověřen ministr zemědělství Adolf Hrubý (dosavadní předseda České zemědělské rady). Ten vydal k vládnímu nařízení č. 294 dne 5. listopadu 1942 první prováděcí vyhlášku, uveřejněnou ve Sbírce zákonů a nařízení pod číslem 375, která určovala způsob výstavby Svazu zemědělství a lesnictví a jeho uvedení do života. Na prvním místě vyhláška upravovala členství ve „Svazu” (nevztahovala se na Protektorát Čechy a Morava, svazky územní samosprávy, jejich zaměstnance, osoby zaměstnané v generálním ředitelství zemědělských a průmyslových závodů a osoby zaměstnané v generálním ředitelství lesů):
- Členy byli všichni vlastníci, držitelé, pachtýři a jiní uživatelé rolí, luk a pastvin ve výměre jedné čtvrtiny ha a více, vlastníci, držitelé, pachtýři a jiní uživatelé půdy, použité k výrobě ovoce, zeleniny, vinných hroznů, ovocných a okrasných stromů, květin, okrasných a léčivých rostlin, tabáku, květinových a zeleninových semen bez zřetele na její výměru (tedy zahradníci, majitelé zahrad, vinaři atd). Ze členství byli vyňati vlastníci, držitelé, pachtýři a jiní uživatelé domovních zahrad a zahrádek v zahrádkových koloniích, pokud nepoužívali výrobků těchto domovních zahrad a zahrádek v zahrádkových koloniích k výdělečným účelům.

- Dále se stali členy „Svazu” vlastníci, držitelé, pachtýři a jiní uživatelé rybníků, jakož i osoby, které měli rybářský lístek nebo průkaz o oprávnění k výkonu rybářských práv (podle § 5, odst. 1 a 3 vládního nařízeni ze dne 23. října 1941, č. 5/1942 Sb., o částečné úpravě rybářství).

- Mezi dalšími členy vyhláška uváděla vlastníky, držitele, pachtýře a jiné uživatele lesů ve výměře 1 ha a více.

- Mimo tyto základní kategorie se členy „Svazu” stali i včelaři, pokud provozovali včelařství jako své hlavní povolání, vnucení správci zemědělských, lesních, zahradnických a včelařských podniků, rodinní příslušníci vlastníků, držitelů, pachtýřů a jiných uživatelů půdy v rozsahu a obsahu jak stanovovala vyhláška, pokud činnost v rodinném zemědělském podniku byla jejich hlavním povoláním, odpovědní vedoucí samostatných zemědělských a lesnických podniků, jakož i osoby, které byly pověřeny vrchním vedením několika takových podniků a taktéž zemědělské nebo lesnické organizace a zařízení, které byly ministr zemědělství a lesnictví ke Svazu přičleněni.

Podle vyhlášky ministr zemědělství a lesnictví jmenoval a odvolával předsednictvo „Svazu”, sestávající z předsedy a dvou dalších členů. Ostatní členy (členy výboru „Svazu”, předsednictev a výborů „Zemských svazů” a předsednictev „Okresních spolků”, jmenoval a odvolával předseda „Svazu” se souhlasem ministra zemědělství a lesnictví. Ostatní orgány svazových složek jmenoval a odvolával předseda „Zemského svazu”. К plnění úkolů přikázaných Zemským svazům zřídil „Svaz” se souhlasem ministra zemědělství a lesnictví pro obvod několika okresů pobočky, které vykonávaly jménem Zemského svazu činnost, kterou na ně přenesl.
Dnem 1. prosince 1942 byly do „Svazu” včleněny: Česká zemědělská rada v Praze, Česká zemědělská rada v Brně a Německá zemědělská rada v Brně. Čímž zemědělské rady zanikly a jejich agenda, jmění a úřednictvo přešlo do „Svazu”. Včlenění do „Svazu” znamenalo zánik i pro další jiné zemědělské nebo lesnické organizace. Členský příspěvek (pokud byl vybírán jako přirážka k dani pozemkové) se vybíral zároveň s daní pozemkovou, počínajíc berním rokem 1943. Výši přirážky stanovil na návrh „Svazu” ministr zemědělství a lesnictví po dohodě s ministrem financí a Nejvyššího cenového úřadu.
Svaz zemědělství a lesnictví tvořily dva zemské svazy (Zemský svaz pro Čechy a Zemský svaz pro Moravu), které měly společné ústředí. Oběma zemským svazům podléhaly na další úrovni pobočky SZAL (15 Aussenstellen), dále okresní zemědělské spolky (67 Bezirksvereine) a místní spolky zemědělství a lesnictví (8 000 Orstvereine).

### Ústřední svaz zemědělských družstev pro Čechy a Moravu
Na podkladě vládního nařízení č. 242/1942 Sb., o svazech výdělkových a hospodářských společenstev, proběhla další reorganizace protektorátního zemědělského družstevnictví. Vyhláškou ministra zemědělství a lesnictví ze dne 9. září 1942 byla zřízena vrcholná organizace všeho zemědělského družstevnictví „Ústřední svaz zemědělských družstev pro Čechy a Moravu”, vyhláškami z 12. ledna 1942 byla dnem 15. ledna 1943 zřízena zemské revisní ústředí „Svaz zemědělských družstev v Čechách” a „Svaz zemědělských družstev na Moravě”. Ministr zemědělství a lesnictví současně jmenoval představenstva obou zemských svazů, jejichž prvořadým úkolem mělo být provedení odluky revisních svazů od dosavadních družstevních ústředí: 1. „Ústřední jednoty hospodářských družstev v Praze” a 2. „Moravské jednoty záložen, raiffeisenek a družstev v Brně”, které se dnem zřízení uvedených zemských „Svazů” přeměnily v „Peněžní ústředí zemědělských družstev pro Čechy a pro Moravu”. Peněžní ústředí na Moravě bylo současně sloučeno s „Raiffeisen-Zentralkasse in Brünn”, dosavadním peněžním ústředím německých družstev v Protektorátě.
§ 2
(1) Všechna zemědělská společenstva a spolky se sídlem v Čechách se sdružují ve „Svaz zemědělských družstev v Čechách” se sídlem v Praze.
(2) Všechna zemědělská společenstva a spolky se sídlem na Moravě se sdružují ve „Svaz zemědělských družstev na Moravě” se sídlem v Brně.
(3) Jako vrcholný svaz pro zemědělská společenstva a spolky se sídlem v Protektorátě Čechy a Morava zřizuje se „Ústřední svaz zemědělských družstev pro Čechy a Moravu” se sídlem v Praze.

(4) Ústřední svaz (odstavec 3) a svazy (odstavce 1 a 2) podléhají dohledu ministra zemědělství a lesnictví.
Vládní nařízení o svazech výdělkových a hospodářských společenstev č. 242/1942 Sb.

### Lesnické poradní sbory
Lesnictví ve Svazu zemědělství a lesnictví bylo vytyčeno § 2 vládního nařízení č. 294/1942 a vztahovalo se zejména na hájení zájmů lesnického stavu. Výkonem činnosti v oboru lesnického stavu bylo pověřeno „lesnické oddělení” Zemských svazů (v Praze náleželo zvláštnímu odbornému oddělení „E, lesnictví”, které bylo rozděleno na 5 referátů). S totálním válečným nasazením byly vyhlášeny změny i v lesnictví. V dubnu 1944 byli z důvodů lepšího plnění válečných úkolů lesního hospodářství při všech složkách obou Zemských svazů jmenováni jako poradní orgány čestní lesničtí činovníci z řad majitelů lesů a vedoucích podniků:
- I. Lesničtí důvěrníci u Okresních spolků zemědělství a lesnictví ve všech politických okresech
- II. Lesnické poradní sbory poboček
- III. Lesnický poradní sbor Zemského svazu zemědělství a lesnictví v Praze a v Brně[30]

Ve středu 19. dubna 1944 se konala ustavující schůze Lesnického poradního sboru při „Zemském svazu zemědělství a lesnictví v Praze”, který měl zastávat funkci poradního orgánu předsednictva Zemského svazu v oboru lesního hospodářství pro všechny majetkoprávní a stavovské otázky. V něm byla zastoupena také lesohospodářská oddělení zemského úřadu v Praze a vnucené správy. Vedle předsedy protektorátního Svazu zemědělství a lesnictví ministra Adolfa Hrubého a členů poradního sboru se ustavující schůze účastnili právě jmenovaní lesničtí důvěrníci okresních spolků zemědělství a lesnictví a lesničtí důvěrníci poboček Zemského svazu. Ustavující schůzi zahájil a řídil předseda „Zemského svazu zemědělství a lesnictví pro Čechy” Otakar Havlík. Tímto byli mezi členy protektorátního Svazu zemědělství a lesnictví zahrnuti také majitelé lesů. Předsedou „Lesnického poradního sboru” byl ustanoven Jan hrabě Harrach a místopředsedou lesmistr Schiffner z velkostatku Mcely u Nymburka.
Jmenování úředních zástupců v lesnickém poradním sboru Zemského svazu zemědělství a lesnictví. Komisařský vedoucí Bodenamt für Böhmen und Mähren — Generaldirektor der Forstwirtschaft (Pozemkový úřad pro Čechy a Moravu — generální ředitelství lesů) jmenoval jako zástupce protektorátních lesů a lesních vnucených správ v zemském lesnickém poradním sboru pana Ing. Vojtěcha Tesaře, lesního radu v Praze. Zemský president v Čechách jmenoval jako zástupce zemského úřadu pro Čechy a v zemském lesnickém poradním sboru p. lesmistra Christmanna a jeho náhradníka p. Ing. Mojmíra Tomandla, lesního radu v Praze. (Z lesního odd. Zem. svazu.)
Venkov, 12.07.1944, s. 4
Lesnický poradní sbor byl v dubnu 1944 zřízen také „Zemského svazu zemědělství a lesnictví v Brně”, předsednictvím byl pověřen hrabě Ernst Thun-Hohenstein z Kvasic. Pro každý okresní spolek byl jmenován jeden lesnický důvěrník, který zastával funkci lesnického poradce předsedy okresního spolku zemědělství a lesnictví, v oboru lesního hospodářství, ve všech majetkoprávních a stavovských otázkách. V jeho kompetenci bylo také svolávání schůzí majitelů lesů a vedoucích lesních podniků. U každé pobočky Svazu zemědělství a lesnictví byl též jmenován předseda a místopředseda lesnického poradního sboru pobočky, jehož členy se stali všichni lesničtí důvěrníci okresních spolků. V běžných lesohospodářských záležitostech měl poradní funkci předseda, v důležitějších otázkách celý poradní sbor. Za tímto účelem mohlo být také svoláno shromáždění majitelů lesů, lesních hospodářů a vnucených správců.
Lesnický referát obstarával informační službu pro lesnickou veřejnost. Vydával též „Lesnické zpravodajství” (náhradou za bývalé oběžníky „Volného sdružení lesních správ”). Prováděl ochranu a zastupování zájmů lesních zaměstnanců a zemědělců zaměstnaných při odvozu dříví, péči o lesní zaměstnance a sezónní dělnictvo, pořádal dřevorubecké kurzy. Zároveň působil při řízení pracovních a mzdových podmínek, dále sledoval pojišťování a oceňování lesního majetku a vedení lesnických knih. Spolupůsobil při řízení spotřeby a ochrany dřeva a zajišťoval náhradní stelivo pro zemědělství.
Ve smyslu vládního nařízení č. 168/40 spolupůsobil lesnický referát ve správním výboru „Svazu lesních společenstev”, sledoval záležitosti lesních družstev a vykonával převzatou činnost ústředního výboru „Volného sdružení lesních správ”. V oboru obytného a hospodářského stavitelství vypracoval projekty a rozpočty na lesnické stavby, novostavby nebo adaptace lesoven, hájenek, domů pro dřevaře a lesní personál, pozorovacích věži a pod. V oboru dopravního stavitelství projekty a rozpočty jednotlivých úseků a dopravních zařízení. Kromě této činnosti měl v lesnictví podporovat zlepšování lesnického strojnictví a zavádět normované lesnické nářadí a provádět lesní meliorace.

#### Myslivost
Provádění myslivosti upravovala vládní nařízením č. 127 a č. 128 z roku 1941. Každý, kdo se chtěl na myslivosti podílet, musel být organizován v jediném povoleném mysliveckém svazu, kterým byla Česká myslivecká jednota a která byla téměř v každém soudním okrese zastoupena okresním mysliveckým spolkem. Všichni myslivci byli jako držitelé a uživatelé loveckých zbraní jednotně pojištěni proti následkům zákonné odpovědnosti, a sice při hromadném úrazu až do částky 400 000 K a pro věcné škody do 20 000 K. Kromě toho každý z myslivců odebírá povinně svazový časopis „Stráž myslivosti“. Časopis přinášel kromě úředních vyhlášek poučné články z myslivosti a chovu loveckých ohařů. Po splnění těchto podmínek mohli myslivci žádat o vydání platného honebního lístku. Pokud žadatel nebyl starší 25 let a žádal o první honební lístek, musel předem úspěšně složit mysliveckou zkoušku. V případě pronájmu honebního okrsku (dříve revíru) se prokazovalo nejméně tříleté držení honebního lístku. Vládní nařízení nájemcům honiteb kromě toho ukládalo povinnost starat se v době nouze o řádné krmení zvěře a chovat upotřebitelného loveckého ohaře. Dozorčími orgány byly myslivecké úřady (nižší, vyšší a nejvyšší).

#### Totální válečné nasazení v lesnictví
Lesnické zákonodárství se mělo v rámci totálního válečného nasazení omezovat jen na otázky těžby a dopravy surové dříví. Lesnicko-politické otázky obecného rázu neměly být nadále projednávány. Lesnické zkušebnictví a pokusnictví se omezovalo jen na válečné úkoly. Zalesňování pozemků, které nedosahovaly plné výnosnosti, ležících mimo les nebo jejich plánování bylo odloženo na dobu po ukončení války. Taxace lesů zůstala, ale otázky technického zařizování lesů připadaly v úvahu jen v případě, jestliže mělo jít o těžbu surového dříví. V oblasti hrazení vodních toků a bystřin se nadále prováděly jenom nezbytné nouzové práce. Lesnicko-statistické práce přicházely v úvahu, pokud šlo o statistiky surové dříví a o jeho přidělování průmyslovým podnikům. Stavby lesních cest byly povolovány jen pokud se jednalo o cesty pro těžbu surového dříví. Odborné školy lesnické byly uzavřeny, povolen byl jen čtvrtý ročník Vyšší lesnické školy v Písku. Otázky ochrany přírody a krajiny nepřicházely v úvahu. Myslivecká nařízení se omezovala na úpravu odstřelu k zabránění škod, způsobených zvěří v hospodářství zemědělském a lesnickém.

## Třetí Československá republika
V roce 1945 byla obě generální ředitelství státních lesů a statků v Praze a Bratislavě spojena pod VIII. odbor ministerstva zemědělství (výnosem čj. 51710-2) ze dne 28. května 1945 jako ÚŘSLS. Třístupňová správní soustava, která byla na státních statcích zavedena za Protektorátu Čechy a Morava zůstala zachována. Správu státních statků, administrativa a dozor zůstaly v kompetenci „Vrchní správy státních statků a rybníků”. „Ústřední ředitelství státních lesů a statků” (samostatný odbor ministerstva zemědělství) zůstalo pro podnik Státní lesy a statky nejvyšší instancí a stejně jako za Protektorátu sestávalo ze dvou oddělených skupin: pro správu státních lesů a správu státních statků.

### Jednotný svaz českých zemědělců
Dne 28. května 1945 ministr zemědělství Július Ďuriš svolal schůzku zástupců stran Národní fronty a předložil jim připravenou vyhlášku č. 11 ke zrušení „Svazu zemědělství a lesnictví pro Čechy a Moravu” a návrh na zvolení přípravného výboru Jednotného svazu českých zemědělců (JSČZ), která byla tentýž den publikována v Úředním listě č. 12/1945. Předsedou přípravného výboru byl jmenován Václav Mikuláš, bývalý předseda Ústřední jednoty československých malozemědělců a následně provedena volba ostatních členů přípravného výboru. Předsedou likvidační komise „Svazu zemědělství a lesnictví pro Čechy a Moravu” byl jmenován Josef Nepomucký, který připravil programové prohlášení JSČZ a směrnice pro ustavení místních skupin. Zakládání okresních a místních organizací probíhalo po celý zbytek roku 1945. Přípravný výbor ukončil činnost likvidační komise 31. prosince 1945 a interním oběžníkem z 18. prosince 1945 ohlásil, že i když JSČZ zatím nemá právní subjektivitu, zahájil svaz k 1. lednu 1946 svou činnost. Ústavodárné Národní shromáždění republiky Československé vydalo zákon o organisaci zemědělců republiky Československé č. 145/1947 Sb. až 11. července 1947, kterým oficiálně zřídilo „Ústřední radu zemědělců republiky Československé se sídlem v Praze” a dva zemské svazy:
- Jednotný svaz českých zemědělců se sídlem v Praze pro země Českou a Moravskoslezskou,
- Jednotný svaz slovenských zemědělců (Jednotný sväz slovenských rolníkov) se sídlem v Bratislavě pro Slovensko[40]

### Státní statky zemědělských škol a zemědělských výzkumných ústavů
Vládním nařízením ze dne 8. ledna 1946 byl zrušen podnik „Státní statky zemědělských škol a výzkumných ústavů zemědělských” a nahrazen samostatnými podniky:
- Státní statky zemědělských škol a
- Státní pokusné statky výzkumných ústavů zemědělských.[41]

### Oddělení slovenské části podniku Státní lesy a statky
Vládním nařízením ze dne 26. února 1946 byla od podniku „Státní lesy a statky” oddělena slovenská část, která se podle nařízení dělila na dva samostatné podniky:
- „Státní statky”: tvořené polnohospodářskými statky a k nim přidruženými závody a zařízeními státních statků v Holíči, Petrové Vsi, Špačincích, Alexšincích, Pusté Fedýmeši, Pstruši ve Vígľaši a Hájnikové ve Vigľaši, dále veškeré objekty patřící k hospodářské správě v Oravském Podzámku a další polnohospodářské statky s přidruženými závody a zařízeními, které před 6. říjnem 1938 patřily k podniku Státní lesy a statky na Slovensku.
- „Státní lesy”: tvořené ostatními statky s přidruženými závody a zařízeními v dosavadní slovenské části podniku Státní lesy a statky.[42]

Mezi další orgány státní správy v oblasti zemědělství náležely Národní pozemkový fond, Osídlovací úřady a Fond Národní obnovy, který byl založen u každého Osídlovacího úřadu jako samostatná právnická osoba.

## Po únoru 1948
Dne 5. března 1948 vláda KSČ nařízením č. 25 rozhodla o sloučení podniků „Státní lesy a statky” v České a Moravskoslezské zemi s podniky „Státní statky” a „Státní lesy” na Slovensku v jeden státní podnik „Státní lesy a statky”. Vládní nařízením ze dne 30. prosince 1948 zřídila (počínaje dnem 1. ledna 1949) národní podniky:
- „Československé státní lesy”, národní podniky, se sídlem v Praze (od r. 1992 státní podniky Lesy České republiky a Lesy Slovenské republiky),
- „Československé státní statky”, národní podnik, se sídlem v Praze.[45]

Dnem 1. října 1951 vstoupil národní podnik „Československé státní statky” do likvidace. Z dosavadních jednotlivých statků a z dalších výrobních a obchodních složek národního podniku „Československé státní statky” zřídila československá vláda KSČ dnem 1. ledna 1952 samostatné zemědělské národní podniky, tzv. „státní statky”.